# Aumento de pómulos
El aumento de pómulos es  un procedimiento quirúrgico cosmético mediante el cual se pretende enfatizar las mejillas en la cara de una persona. Para aumentar las mejillas, un cirujano plástico puede colocar un implante sólido sobre el pómulo. Inyecciones de grasa del propio paciente o un relleno de tejido blando, como Restylane, son también efectivos. Raramente son necesarios varios cortes al hueso cigomático (pómulo). Generalmente, el aumento de pómulos se combina con otros procedimientos, como levantamiento facial (ritidectomía) o un aumento de barbilla.

## Implantes

### Materiales
Los implantes de pómulos pueden estar hechos de una variedad de materiales. El material más común es de silicona sólida. Además hay dos opciones populares: polietileno de alta densidad poroso, como el Medpor, y politetrafluoroetileno expandido (ePTFE), más conocido como Gore-Tex. Tanto el Medpor como el ePTFE son sustancias inertes, las cuales proporcionan mejor integración con el tejido subyacente y el hueso que la silicona sólida. Sin embargo, si se necesitan revisiones, en el caso del Medpor, la integración y el crecimiento interno de los implantes con el tejido subyacente provoca dificultades para retirar el implante.

### Formas
Para los implantes de pómulos hay tres formas generales: malar, submalar o combinado. Los implantes malares, la forma más común, se colocan directamente sobre los pómulos. El resultado es más proyección a los pómulos, lo cual proporciona un contorno "más alto" en el área lateral de la cara. En contraste, los implantes submalares no se colocan en los pómulos. La finalidad es aumentar el tercio medio facial, especialmente si la persona tiene una apariencia de "hundimiento" (aspecto demacrado) en esta zona. Los implantes combinados o combinación malar/submalar consisten en implantes extendidos, con intención de aumentar tanto el tercio medio facial como los pómulos.

### Incisiones
El cirujano generalmente hace una incisión interna en la parte superior de la boca, cerca de la porción superior de la línea de la encía y en su lugar desliza los implantes. Otro método consiste en efectuar una incisión externa cerca del ojo, pero la mayoría de los pacientes no elige este método, ya que puede crear una cicatriz visible. Sin embargo, el enfoque intraoral (dentro de la boca) conlleva mayor riesgo de infección, ya que la boca contiene más bacterias. La cirugía de implante de mejilla generalmente se realiza bajo sedación o anestesia, ya sea local o, raramente, general. La duración de este procedimiento es de una a dos horas. La recuperación de esta cirugía tarda comúnmente cerca de diez días.

### Riesgos
Como con cualquier cirugía, hay riesgo de infección, hemorragia postoperatoria, formación de un coágulo sanguíneo e hinchazón protuberante. Todas las formas de aumentación de pómulos implican riesgo de asimetría. Esto puede ocurrir debido a resorción desigual, desplazamiento del implante o cambios morfológicos. Estos cambios pueden ocurrir debido a hinchazón, traumatismos o cicatrices. Aunque son comunes pérdidas temporales de sensibilidad táctil, cualquier cirugía puede causar pérdida prolongada del sentido del tacto, especialmente la cirugía plástica cosmética.

## Rellenos o inyecciones
Las inyecciones en los pómulos son para proporcionar un enfoque menos invasivo y menos costoso de aumento de la mejilla. Un ácido hialurónico, como Restylane o Juvéderm, se puede inyectar en la zona de la mejilla. Mediante grasa autóloga se considera una opción «más permanente», pero en todos los casos finalmente se reabsorbe por completo.

## Osteotomía cigomática
Una osteotomía cigomática "sandwich" es mucho menos común. El procedimiento se indica a menudo en cirugía reconstructiva para defectos de nacimiento o lesiones traumáticas. Durante la intervención quirúrgica, el hueso malar, o pómulo, se separa por cortes óseos cerca del reborde orbitario y el maxilar. Para mantener la nueva posición del cigoma, el hueso se mueve hacia el exterior, y un material sólido, tal como la hidroxiapatita, se acuña en su lugar.